# Rui Duarte de Barros
Rui Duarte de Barros es un economista y político de Guinea-Bisáu que ocupa el cargo de Primer ministro de Guinea-Bisáu desde el 20 de diciembre de 2023. Previamente ocupó el mismo cargo en el marco de un gobierno de transición, desde 16 de mayo de 2012 hasta el 4 de julio de 2014.

## Biografía

### Trayectoria
Fue ministro de Economía y Finanzas en 2002 y antes de ser nombrado primer ministro trabajaba en la Unión Económica y Monetaria del África Occidental.
Políticamente se le considera cercano al Partido de la Renovación Social del expresidente Kumba Ialá.

## Primer ministro
Lo nombró para el cargo el presidente Manuel Serifo Nhamadjo, que también ocupa la presidencia de forma interina tras el golpe de Estado de abril de 2012. Su nombramiento se realizó en el marco de transición creado por la mediación de la Comunidad Económica de Estados de África Occidental, para que se celebren elecciones en el plazo de un año. El presidente electo depuesto, Carlos Gomes Júnior, rechazó la formación del gobierno al considerarlo ilegítimo. Después de las elecciones generales de 2014 abandonó el gobierno. Lo sustituyó Domingos Simões Pereira.
| Predecesor: Adiato Djaló Nandigna | Primer ministro de la República de Guinea-Bisáu (interino) 2012-2014 | Sucesor: Domingos Simões Pereira |